# ديفيد ترومان
ديفيد ترومان (بالإنجليزية: David Truman)‏ هو عالم سياسة أمريكي، ولد في 1 يونيو 1913 في إيفانستون في الولايات المتحدة، وتوفي في 28 أغسطس 2003 في ساراسوتا في الولايات المتحدة.